# Хлорная известь
Хло́рная и́звесть (белильная известь, в просторечии хло́рка) — смешанный хлорид-гипохлорит кальция или техническая смесь гипохлорита, хлорида и гидроксида кальция.
Процесс производства отбеливающего порошка из хлора и гашёной извести изобретён в 1799 году Чарльзом Теннантом.

## Получение
Получают при взаимодействии хлора с гидроксидом кальция. Реакция протекает по нескольким путям:
{\displaystyle {\ce {Cl2 + Ca(OH)2 -> CaCl(OCl) + H2O}}}
{\displaystyle {\ce {2 Cl2 + 2Ca(OH)2 -> Ca(ClO)2 + CaCl2 + 2 H2O}}}
В зависимости от условий (температура, влажность) может происходить смещение в пользу выхода гипохлорита или хлорида кальция. Реальный продукт, получаемый хлорированием гидроксида кальция, является смесью соединений, образованных молекулами Ca(ClO)2, CaCl2, Ca(OH)2 и кристаллизационной воды. Если исходный гидроксид был достаточно чистым, а обработка хлором велась до полного насыщения и с соблюдением температурного режима, то состав свежеприготовленной хлорной извести может быть довольно точно выражен формулой Ca(OCl)2·CaCl2·Ca(OH)2·2H2O, которую для большего удобства можно формализовать как 3Ca(OH)2·2Cl2.

## Свойства
При обычных условиях хранения хлорная известь медленно разлагается, в основном, по схеме
{\displaystyle {\ce {2 Ca(Cl)OCl + CO2 -> CaCl2 + CaCO3 + Cl2O ^}}},
теряя при этом около 5 % активного хлора в год.
Под действием влажного воздуха, содержащего углекислый газ, хлорная известь превращается в хлорноватистую кислоту:
{\displaystyle {\ce {2 Ca(Cl)OCl + CO2 + H2O -> CaCl2 + CaCO3 + 2 HOCl ^}}}.
При действии соляной кислоты на хлорную известь выделяется хлор:
{\displaystyle {\ce {Ca(Cl)OCl + 2 HCl -> CaCl2 + Cl2 + H2O}}},
{\displaystyle {\ce {2 Ca(Cl)OCl -> 2 CaCl2 + O2 ^}}} (термическое разложение),
{\displaystyle {\ce {CaCl(OCl) + H2SO4 -> CaSO4 + H2O + Cl2}}}.
В растворе (при нагревании или на свету), содержащийся в смеси гипохлорит подобно другим гипохлоритам диспропорционирует:
{\displaystyle {\ce {3 Ca(OCl)2 -> Ca(ClO3)2 + 2 CaCl2}}}.

## Применение, опасность применения
Широко используется для отбеливания и дезинфекции, а также для удаления известкового налёта.
В прошлом применялась в промышленной добыче золота методом хлоринационного выщелачивания. Выделяющийся при реакции гипохлорита кальция и соляной кислоты хлор реагировал с золотом с образованием водорастворимых хлоридов золота.
Хлорная известь — едкое, коррозионно-активное вещество. Вещество умеренно-токсично. LD50 на крысах — 850 мг/кг.
Гипохлорит и гидроксид кальция принадлежат к III классу опасности в соответствии с ГОСТ 12.1.007-76.
ПДК хлора в рабочей зоне — 1 мг/м3 (класс опасности 2 по гигиеническим нормативам).